# Андреевка (Бериславский район)
Андреевка (укр. Андріївка) — село в Калиновской поселковой общине Бериславского района Херсонской области Украины.
Почтовый индекс — 74130. Телефонный код — 5532. Код КОАТУУ — 6520980502.

## Население
Население по переписи 2001 года составляло 168 человек.

### Языковой состав
Родной язык населения по данным переписи 2001 года:
| Язык       | Численность, чел. | Доля     |
| ---------- | ----------------- | -------- |
| Украинский | 153               | 91,07 %  |
| Русский    | 13                | 7,74 %   |
| Другое     | 2                 | 1,19 %   |
| Итого      | 168               | 100,00 % |

## История
В ходе вторжения России в Украину село было на некоторое время оккупировано российской армией.

## Местный совет
74130, Херсонская обл., Великоалександровский р-н, с. Благодатовка, ул. Ленина, 46